# VIII. Mediteranske igre – Split 1979.
VIII. Mediteranske igre (MIS) su bile održane u gradu Splitu u Hrvatskoj, tada dijelu Jugoslavije.

## Povijest
Zamisao o organiziranju dao je desetak godina prije jedan od najpoznatijih splitskih športskih dužnosnika Mihovil Rađa. Grad i država brzo su dali potporu za kandidaturu, premda je uopće nije bilo nikakve prikladne športske infrastrukture u Splitu.
Split se dvaput kandidirao za MIS. Prvi put u Izmiru 1971. (neuspješno), a drugi put u Alžiru 1975., kad je prihvaćena kandidatura. Za suglasnost je trebalo dobiti pristanak predsjednika Josipa Broza Tita i premijera Džemala Bijedića, a kontakti su išli preko Vladimira Bakarića i Jakova Sirotkovića te Hakije Pozderca.
Sudjelovalo je 14 država koje su se natjecale u 26 športova, najvećem broju športova do tad.
Ovaj športski događaj je trajao od 15. rujna do 29. rujna 1979.
MIS-ova maskota je bila sredozemna medvjedica Adrijana. Sredozemnu medvjedicu za maskotu predložio je Vori Lalić, a maskota je ime dobila po njegovoj kćeri.
Direkcija Osmih mediteranskih igara kao jedinstvena služba Igara utemeljena je na sjednici Skupštine općine Split 7. ožujka 1977. godine. Vodio ju je ing. Damir Dumanić, a tajnik je bio Boris Baranović. Čelnici sektora bili su Silvije Dvornik, Zvonko Zavoreo, Slavko Žulj, Stipan Plejić i Artur Takač (Sektor za šport i tehnologiju, gdje je šef službe športa bio Mihovil Rađa). 

Otvorenje igara umjetnički je oblikovao hrvatski etnolog, etnokoreograf i etnokoreolog Ivan Ivančan. Za potrebe Igara napravljen je Hipodrom Sinj.

## Ljestvica odličja
Ljestvica je napravljena prema broju osvojenih zlatnih, srebrnih i brončanih odličja. Kriterij je bio: više osvojenih zlatnih odličja nosi i više mjesto na ljestvici, a u slučaju istog broja, gleda se broj osvojenih srebrnih odličja, a u slučaju istog broja tih odličja, gleda se broj osvojenih brončanih odličja. U slučaju da je i tada isti broj, poredak je prema abecednom redu. Ovaj sustav primjenjuju Međunarodni olimpijski odbor, IAAF i BBC.

Podebljanim slovima i znamenkama je označen domaćinov rezultat na ovim Mediteranskim igrama.
| Mediteranske igre 1979. |             |       |        |        |       |
| Mj.                     | Država      | Zlato | Srebro | Bronca | Zbroj |
| 1.                      | Jugoslavija | 56    | 38     | 33     | 127   |
| 2.                      | Francuska   | 55    | 40     | 34     | 129   |
| 3.                      | Italija     | 49    | 63     | 47     | 159   |
| 4.                      | Španjolska  | 16    | 20     | 32     | 68    |
| 5.                      | Grčka       | 7     | 10     | 13     | 27    |
| 6.                      | Turska      | 5     | 5      | 14     | 24    |
| 7.                      | Egipat      | 3     | 9      | 10     | 22    |
| 8.                      | Alžir       | 1     | 5      | 10     | 16    |
| 9.                      | Tunis       | 1     | 2      | 9      | 12    |
| 10.                     | Libanon     | 1     | 1      | 0      | 2     |
| 11.                     | Sirija      | 1     | 0      | 0      | 1     |
| 12.                     | Maroko      | 0     | 2      | 3      | 5     |
|                         | UKUPNO      |       |        |        |       |

### Hrvatski športaši
(popis nepotpun)
Od hrvatskih športaša, odličja su osvojili:
- muški
- 400 m - Josip Alebić  bronca
- skok udalj - Miljenko Rak  bronca
- bacanje kugle - Ivan Ivančić  bronca
- bacanje kladiva - Srećko Štiglić  bronca
- desetoboj - Joško Vlašić  bronca
- štafeta 4 x 400 m - Željko Knapić (prvi trkač) i Josip Alebić (zadnji trkač)  srebro
- veslanje, dubl skul - Darko Zibar -  srebro
- veslanje, dvojac bez kormilara - Boris Peović, Mirko Ivančić  bronca ,
- veslanje, dvojac s kormilarom - Duško Mrduljaš, Zlatko Celent, Josip Reić  zlato
- veslanje, četverac bez kormilara - Darko Mikšić, Zdravko Huljev, Milan Radečić, Dragan Vujović  bronca
- veslanje, četverac s kormilarom - Janko Grbelja, Zdravko Gracin, Ivo Despot, Ante Ban  srebro[7][8]
- košarka - Andro Knego, Ivica Dukan, Mihovil Nakić, Damir Pavličević, Željko Poljak  srebro
- kajak C-1 500 m - Matija Ljubek  zlato
- kajak C-1 1000 m - Matija Ljubek  zlato
- kajak C-2 500 m - Matija Ljubek  zlato
- biciklizam 100 km momčadski - Bruno Belić  bronca
- biciklizam pojedinačno - Bruno Belić  bronca
- nogomet - Vedran Rožić, Tomislav Ivković, Srećko Bogdan, Rajko Janjanin, Miloš Hrstić, Nikica Cukrov, Zlatko Vujović, Zoran Vujović, Boro Primorac, Mišo Krstičević  zlato
- dizanje utega - kategorija 100-110 kg, poluteška - Branko Tomljenović -  srebro
- rukomet - Željko Zovko, Željko Vidaković, Pavle Jurina -  zlato
- hokej na travi - Mladen Radić, Vladimir Škrlec, Željko Vinski, Ivica Pravica, Antun Jurgec, Ivica Prahin, Milanko Sučević, Željko Ivić -  zlato
- džudo, kategorija 60-65 kg, laka - Davor Vukorepa  bronca
- džudo, apsolutna kategorija - Goran Žuvela  bronca

- žene
- 400 m - Jelica Pavličić  zlato
- 400 m - Ana Guštin  srebro
- 4 x 400 m - Jelica Pavličić (prva izmjena) i Ana Guštin (zadnja izmjena)  zlato
- rukomet - Ana Titlić, Mirjana Ognjenović, Biserka Višnjić, Dragica Mijač, Katica Ileš -  zlato

Ostali hrvatski športaši i športašice koji su sudjelovali:
- muški
- 400 m - Željko Knapić - 4. mjesto
- 1500 m - Boško Božinović
- maraton - Pero Budija
- bacanje kladiva - Dražen Goić
- konjanički šport - Zlatko Kavur, Silvije Sutlović
- ragbi - Goran Turkelj, Duško Panić, Dubravko Gerovac, Ivan Katalenić, Dubravko Lovrenčić, Željko Filipčić, Branko Radić, Branimir Marović, Ante Zekan, Drago Lulić, Slobodan Kostanić, Borislav Marić - 4. mjesto
- hrvanje grčko-rimskim načinom - kategorija do 51 kg - Blaž Petrov - 4. mjesto

- žene
- 100 m - Dijana Sokač
- 200 m - Dijana Sokač
- 100 m prepreke - Margita Papić - 4. mjesto
- bacanje diska - Nevenka Mrinjek
- 4 x 100 m - ?
- gimnastika - Jasminka Grbac

Otac hrvatskih kajakaša Milan Janić (državljanin SR Srbije) je osvojio:
- kajak K-1 500 m -  srebro
- kajak K-1 1000 m  -  srebro
- kajak K-2 1000 m  -  srebro

## Vanjske poveznice
- Međunarodni odbor za Mediteranske igre  Arhivirana inačica izvorne stranice od 3. veljače 2007. (Wayback Machine)
- Atletski rezultati na gbrathletics.com
- Jakša Miličić u članku u Slobodnoj Dalmaciji Pristupljeno 2 svibnja. 2010.